# Trzeciaki (Lublin)
Pour les articles homonymes, voir Trzeciaki.
Trzeciaki (prononciation [tʂɛˈt͡ɕaki]) est un village de la gmina de Tyszowce du powiat de Tomaszów Lubelski dans la voïvodie de Lublin, situé dans l'est de la Pologne.

## Administration
De 1975 à 1998, le village est attaché administrativement à l'ancienne voïvodie de Zamość.

Depuis 1999, il fait partie de la nouvelle voïvodie de Lublin.